# Pseudaspidoproctus madecassus
Pseudaspidoproctus madecassus är en insektsart som beskrevs av Mamet 1951. Pseudaspidoproctus madecassus ingår i släktet Pseudaspidoproctus och familjen pärlsköldlöss.
Artens utbredningsområde är Madagaskar. Inga underarter finns listade i Catalogue of Life.